# Il trionfo dei nani
Il trionfo dei nani è l'ottavo romanzo fantasy di Markus Heitz ed il quinto del ciclo La Saga della Terra Nascosta, scritto nel 2015 e tradotto in Italia nel 2016.

## Edizioni
- Markus Heitz, Il trionfo dei nani, Editrice Nord, 2016,  p. 648, ISBN 978-88-429-2813-3.